# フジコピアン
フジコピアン株式会社（英: FUJICOPIAN CO.,LTD.）は、日本の化成品・印刷メーカー。
本社は大阪府大阪市西淀川区御幣島。
機能性フィルム、熱転写印字記録媒体、プリンターやタイプライターに用いられるファブリックリボンのほか印刷・塗工受託サービスなど、熱転写による印字、印画に高い技術を持ち、インクリボンは国内トップシェア。また、発券機、レジスターなどの需要が高い。

## 工場・営業所
- 岡山工場 - 岡山県勝田郡勝央町太平台12番地
- 東京営業所 - 東京都江東区木場2丁目17番13号 亀井ビル内

## 沿革
- 1950年（昭和25年）3月 - 大阪府大阪市西淀川区に富士化学紙工業株式会社を設立
- 1959年（昭和34年）10月 - 東京出張所を東京支店に昇格
- 1968年（昭和43年）10月 - アメリカのコロンビア社と技術導入契約
- 1977年（昭和52年）3月 - アメリカのファイバーボード社（現在のポリポア社）と技術導入契約
- 1983年（昭和58年）
  - 3月 - 岡山工場竣工
  - 6月 - アメリカのIIMAK社とサーマルトランスファーメディアの技術供与契約
- 1987年（昭和62年）12月 - IBM社とクロスライセンス契約
- 1988年（昭和63年）8月 - 大阪証券取引所市場第二部上場
- 1989年（平成元年）6月 - イギリスのケント州に現地法人を設立（2012年解散決議）
- 1991年（平成3年）
  - 2月 - 大阪市西淀川区に子会社富士加工株式会社を設立
  - 3月 - 香港に現地法人を設立
- 1992年（平成4年）1月 - フジコピアン株式会社へ社名変更
- 1994年（平成6年）
  - 3月 - 岡山工場ISO9002認証を取得
  - 11月 - マレーシアのサミット社と合弁契約。同社の子会社に出資（2012年清算）
- 2002年（平成14年）2月 - アメリカに現地法人を設立
- 2003年（平成15年）4月 - 全社でISO9001認証を取得
- 2004年（平成16年）4月 - 全社でISO14001認証を取得
- 2013年（平成25年）
  - 7月 - 大阪証券取引所と東京証券取引所の現物株市場統合に伴い、東京証券取引所市場第二部に上場
  - 12月 - 富士加工株式会社を大阪市西淀川区から岡山県勝田郡勝央町（岡山工場内）へ移転
- 2022年4月 - 東京証券取引所の市場区分見直しにより、東京証券取引所第二部からスタンダード市場に移行